# 伊恩·希福特
伊恩·希福特（Iain Hesford，1960年3月4日—2014年11月18日），生於北羅德西亞恩多拉，英格蘭足球運動員，司職守門員，曾効力多支英格蘭及香港球隊，在效力香港期間，由於體重逾二百磅，故被香港球迷稱為「肥福」，於1998年掛靴回英格蘭任教一支丙組球隊，直至2014年11月18日與世長辭，終年54歲。

## 球員生涯
希福特生於北羅德西亞恩多拉，先後效力英格蘭的黑池、諾士郡、富咸和新特蘭，並7次代表英格蘭U21出戰，在1992年登陸香港，與當時效力東方的譚拔士、基亞等著名外援為球隊屢建奇功。在1992/93年球季，他協助東方贏取會長盃、百欣盃、聯賽、銀牌和足總盃5項冠軍，翌年代表東方再贏得聯賽、銀牌和足總盃3料冠軍。1994/95年球季為東方3度蟬聯聯賽冠軍，而他亦於1993及1994年連續兩年當選為最佳足球明星。他效力4季後離開東方，之後先後踢過星島和南華。在1992/93年度在聯賽造出827分鐘不失球紀錄（打破1985/86年球季南華門將黃文財677分鐘不失球紀錄，於2017年4月1日被冠忠南區門將謝德謙以863分鐘打破）。「斷纜」時間是在聯賽次循環首場對南華的比賽，於上半場17分鐘被羅偉志射破他的十指關。
雖然希福特未嘗入選英格蘭大國腳，但在1996年為香港聯賽明星隊，出戰訪港的英格蘭國家隊，他在1998年掛靴後返回英國生活，任教一支丙組球隊。香港足球總會的資料庫文章就這樣形容他：「1992年7月來港的希福特身形肥胖，體重220磅，他雖然身形肥胖，但一點也不笨拙，而且把關技術一流，反應極快，身手不凡，上中下三路波都穩如泰山，是一名出色的門將，在港期間，他的形象良好，不踢茅波，深得球迷愛戴。」2014年11月18日，侯城官網公佈希福特與世長辭，終年54歲，他曾在1988至91年效力侯城，會方發聲明宣佈這個噩耗，但沒交代太多：「球會在周四很傷痛地得知，前門將希福特已離開人世，終年54歲。我們的心與他家人同在。」